# John Millman
John Millman, né le 14 juin 1989 à Brisbane, est un joueur de tennis australien, professionnel de 2006 à 2024.

## Carrière
John Millman commence à jouer au tennis à l'âge de 4 ans. Arrivé sur le circuit en 2006, sa surface préférée est le dur. Il atteint son meilleur classement en octobre 2018 avec une 33e place au classement ATP.
Avant sa première victoire ATP, il avait remporté 12 tournois sur le circuit Challenger en simple : Sacramento en 2010, Burnie et Kyoto en 2013, Traralgon et Yokohama en 2014, Lexington, Aptos et Kobe en 2015, Hua Hin en 2017, Kyoto et Aix-en-Provence en 2018 puis Kaohsiung en 2019.
En 2016, il représente son pays aux Jeux olympiques en participant à l'épreuve du simple. Il entre dans l'histoire en devenant le premier joueur à infliger un 6-0, 6-0 dans un match olympique face au Lituanien Ričardas Berankis. Il s'incline au 2e tour contre Kei Nishikori.
Au mois d'avril 2018, il dispute la première finale de sa carrière à Budapest contre Marco Cecchinato. En septembre, il atteint les quarts de finale de l'US Open en battant notamment le 14e mondial Fabio Fognini au second tour. En huitième, il y affronte le no 2 mondial Roger Federer qu'il bat à la surprise générale en quatre sets (3-6, 7-5, 7-67, 7-63), s'imposant pour la première fois face à un joueur du top 10. Il se fait éliminer par Novak Djokovic en quarts de finale (6-3, 6-4, 6-4) en 2h49 min.
En 2019, il est quart de finaliste des tournois de Sydney, Acapulco et Winston-Salem, et atteint le 3e tour à Wimbledon.
Le 1er novembre 2020, il remporte son premier tournoi ATP lors de l'Astana Open d'Astana, battant en finale le Français Adrian Mannarino en deux sets (7-5, 6-1).
Le 8 novembre 2023, il annonce prendre sa retraite après l'Open d'Australie 2024, sa saison 2023 ayant été largement perturbée à cause d'une blessure au dos.

## Palmarès

### Titre en simple messieurs
| No | Date       | Nom et lieu du tournoi | Catégorie | Dotation  | Surface    | Finaliste        | Score    |          |
| -- | ---------- | ---------------------- | --------- | --------- | ---------- | ---------------- | -------- | -------- |
| 1  | 26-10-2020 | Astana Open, Astana    | ATP 250   | 273 345 $ | Dur (int.) | Adrian Mannarino | 7-5, 6-1 | Parcours |

### Finales en simple messieurs
| No | Date       | Nom et lieu du tournoi                         | Catégorie | Dotation    | Surface      | Vainqueur        | Score    |          |
| -- | ---------- | ---------------------------------------------- | --------- | ----------- | ------------ | ---------------- | -------- | -------- |
| 1  | 23-04-2018 | Gazprom Hungarian Open, Budapest               | ATP 250   | 501 345 €   | Terre (ext.) | Marco Cecchinato | 7-5, 6-4 | Parcours |
| 2  | 30-09-2019 | Rakuten Japan Open Tennis Championships, Tokyo | ATP 500   | 1 895 590 $ | Dur (ext.)   | Novak Djokovic   | 6-3, 6-2 | Parcours |

## Parcours dans les tournois duGrand Chelem

### En simple
| Année | Open d'Australie | Open d'Australie | Internationaux de France | Internationaux de France | Wimbledon       | Wimbledon         | US Open         | US Open          |
| ----- | ---------------- | ---------------- | ------------------------ | ------------------------ | --------------- | ----------------- | --------------- | ---------------- |
| 2013  | 1er tour (1/64)  | Tatsuma Ito      | —                        | —                        | —               | —                 | —               | —                |
|       |                  |                  |                          |                          |                 |                   |                 |                  |
| 2015  | 1er tour (1/64)  | Leonardo Mayer   | —                        | —                        | 2e tour (1/32)  | Márcos Baghdatís  | 1er tour (1/64) | S. Stakhovsky    |
| 2016  | 3e tour (1/16)   | Bernard Tomic    | 1er tour (1/64)          | John Isner               | 3e tour (1/16)  | Andy Murray       | 1er tour (1/64) | Dominic Thiem    |
| 2017  | —                | —                | 1er tour (1/64)          | R. Bautista-Agut         | 1er tour (1/64) | Rafael Nadal      | 3e tour (1/16)  | P. Kohlschreiber |
| 2018  | 2e tour (1/32)   | Damir Džumhur    | 1er tour (1/64)          | Denis Shapovalov         | 2e tour (1/32)  | Milos Raonic      | 1/4 de finale   | Novak Djokovic   |
| 2019  | 2e tour (1/32)   | R. Bautista-Agut | 1er tour (1/64)          | Alexander Zverev         | 3e tour (1/16)  | Sam Querrey       | 1er tour (1/64) | Rafael Nadal     |
| 2020  | 3e tour (1/16)   | Roger Federer    | 1er tour (1/64)          | P. Carreño Busta         | Annulé          | Annulé            | 2e tour (1/32)  | Frances Tiafoe   |
| 2021  | 1er tour (1/64)  | Corentin Moutet  | —                        | —                        | 1er tour (1/64) | R. Bautista-Agut  | 1er tour (1/64) | Henri Laaksonen  |
| 2022  | 2e tour (1/32)   | Alexander Zverev | 1er tour (1/64)          | Sebastian Korda          | 1er tour (1/64) | Miomir Kecmanović | 1er tour (1/64) | Emilio Nava      |
| 2023  | 2e tour (1/32)   | Daniil Medvedev  | —                        | —                        | —               | —                 | —               | —                |

N.B. : à droite du résultat se trouve le nom de l'ultime adversaire.

### En double messieurs
| Année | Open d'Australie              | Open d'Australie             | Internationaux de France       | Internationaux de France | Wimbledon                    | Wimbledon                       | US Open                     | US Open                  |
| ----- | ----------------------------- | ---------------------------- | ------------------------------ | ------------------------ | ---------------------------- | ------------------------------- | --------------------------- | ------------------------ |
| 2011  | 1er tour (1/32) M. Matosevic  | F. López Juan Mónaco         | —                              | —                        | —                            | —                               | —                           | —                        |
|       |                               |                              |                                |                          |                              |                                 |                             |                          |
| 2013  | 2e tour (1/16) M. Barton      | K. Anderson J. Erlich        | —                              | —                        | —                            | —                               | —                           | —                        |
|       |                               |                              |                                |                          |                              |                                 |                             |                          |
| 2015  | 1er tour (1/32) B. Mitchell   | Bob Bryan Mike Bryan         | —                              | —                        | —                            | —                               | —                           | —                        |
| 2016  | 1er tour (1/32) J. Duckworth  | L. Dlouhý Jiří Veselý        | 1er tour (1/32) N. Skupski     | F. Delbonis A. Molteni   | —                            | —                               | —                           | —                        |
| 2017  | —                             | —                            | —                              | —                        | —                            | —                               | 2e tour (1/16) Ken Skupski  | R. Lindstedt J. Thompson |
| 2018  | 1er tour (1/32) M. Ebden      | P.-H. Herbert N. Mahut       | 2e tour (1/16) N. Basilashvili | Nikola Mektić A. Peya    | 1er tour (1/32) A. de Minaur | Rohan Bopanna É. Roger-Vasselin | 1er tour (1/32) Lukáš Lacko | R. Klaasen M. Venus      |
| 2019  | 1er tour (1/32) Taro Daniel   | Dominic Inglot Franko Škugor | 1er tour (1/32) J. Thompson    | E. Couacaud T. Lamasine  | —                            | —                               | 1er tour (1/32) A. Bublik   | Evan King Hunter Reese   |
| 2020  | 1er tour (1/32) Kwon Soon-woo | S. González Ken Skupski      | 1er tour (1/32) J. Duckworth   | J. Chardy F. Martin      | Annulé                       | Annulé                          | —                           | —                        |
| 2021  | 1/8 de finale T. Monteiro     | Nikola Mektić Mate Pavić     | —                              | —                        | —                            | —                               | 2e tour (1/16) T. Monteiro  | Rajeev Ram Joe Salisbury |
| 2022  | 1er tour (1/32) M. McDonald   | Jonny O'Mara A. Vasilevski   | —                              | —                        | —                            | —                               | —                           | —                        |
| 2023  | 1er tour (1/32) A. Vukic      | B. Bonzi A. Rinderknech      | —                              | —                        | —                            | —                               | —                           | —                        |
| 2024  | 2e tour (1/16) E. Winter      | R. Bopanna M. Ebden          | —                              | —                        | —                            | —                               | —                           | —                        |

N.B. : le nom du partenaire se trouve sous le résultat ; le nom des ultimes adversaires se trouve à droite.

## Parcours dans lesMasters 1000
| Année | Indian Wells          | Miami                | Monte-Carlo          | Madrid             | Rome                   | Canada                | Cincinnati         | Shanghai          | Paris                    |
| ----- | --------------------- | -------------------- | -------------------- | ------------------ | ---------------------- | --------------------- | ------------------ | ----------------- | ------------------------ |
| 2016  | 2e tour S. Johnson    | 2e tour P. Cuevas    | —                    | —                  | —                      | 1er tour J. Donaldson | 2e tour D. Thiem   | —                 | —                        |
|       |                       |                      |                      |                    |                        |                       |                    |                   |                          |
| 2018  | —                     | 2e tour K. Nishikori | —                    | —                  | —                      | —                     | —                  | —                 | 1er tour N. Basilashvili |
| 2019  | 1er tour J.-L. Struff | 2e tour F. Delbonis  | 1er tour R. Bautista | 2e tour F. Fognini | 1er tour C. Norrie     | 2e tour Marin Čilić   | —                  | 2e tour A. Rublev | —                        |
| 2020  | n.o.                  | n.o.                 | n.o.                 | n.o.               | 2e tour D. Schwartzman | n.o.                  | 2e tour John Isner | n.o.              | 1er tour M. Kecmanović   |
| 2021  | 2e tour J. Sinner     | —                    | 2e tour C. Garín     | 2e tour D. Evans   | 2e tour M. Berrettini  | 2e tour G. Monfils    | —                  | n.o.              | 1er tour D. Schwartzman  |
| 2022  | 2e tour A. de Minaur  | 1er tour D. E. Galán | —                    | —                  | —                      | —                     | —                  | n.o.              | —                        |

N.B. : sous le résultat se trouve le nom de l’ultime adversaire.

## Parcours enCoupe Davis
| #                                                             | Date          | Lieu      | Surface      | Gagnant(s)   | Perdant(s)   | Score               |          |
|                                                               |               |           |              |              |              |                     |          |
| 2017 - 1/2 finale (groupe mondial) - Belgique - Australie 3:2 |               |           |              |              |              |                     |          |
| 1                                                             | 15-17/09/2017 | Bruxelles | Terre (int.) | David Goffin | John Millman | 64-7, 6-4, 6-3, 7-5 | Parcours |

## Classements ATP en fin de saison
| Année          | 2007 | 2008 | 2009 | 2010 | 2011 | 2012 | 2013 | 2014 | 2015 | 2016 | 2017 | 2018 | 2019 | 2020 | 2021 | 2022 |
| Rang en simple | 1461 | 563  | 311  | 204  | 539  | 228  | 175  | 159  | 92   | 84   | 128  | 38   | 48   | 38   | 72   | 148  |
| Rang en double | –    | 1419 | 671  | 495  | 989  | 704  | 367  | –    | 592  | –    | 225  | 363  | 342  | 772  | 197  | 1076 |

Source : (en) Classements de John Millman sur le site officiel de la Fédération internationale de tennis